# Lilka Ročáková
Mgr. Lilka Ročáková (* 28. září 1948 Trenčín) je česká zpěvačka pop music, operní pěvkyně-sopranistka a hudební pedagožka.

## Život
Operní zpěv vystudovala na pražské státní konzervatoři, po jejím absolutoriu v roce 1971 pokračovala ve studiu na AMU u profesora Karla Bermana. Během studií vystupovala v Divadle Semafor, zpívala s předními českými tanečními orchestry oné doby, např. s Orchestrem Gustava Broma, Orchestrem Karla Vlacha, Tanečním orchestrem Československého rozhlasu či se skupinou Olympic. Kromě toho také během studií hostovala jako operní pěvkyně ve Stavovském divadle a působila jako sólistka v liberecké opeře.

## Významné pěvecké soutěže
- laureátka Pěvecké soutěže Antonína Dvořáka
- laureátka Interpretační soutěže Ministerstva kultury

## Operní kariéra
Dlouholetá sólistka Divadla Josefa Kajetána Tyla v Plzni (1973–1998), působí též coby stálý host Opery Národního divadla v Praze a v Brně. V Národním divadle v Praze ale mohla do listopadu 1989, vzhledem k politické činnosti manžela Petra Rybáře v roce 1968, pouze hostovat.
V zahraničí vystupovala v Německu, Švýcarsku a Rusku. Na přelomu osmdesátých a devadesátých let 20. století absolvovala další doplňkové studium na pražské AMU.
V současnosti působí jako profesorka operního herectví na plzeňské konzervatoři a věnuje se také režii operních představení pro děti.